# Кара Лотт
Кара Лотт (Cara Lott, настоящее имя — Памела Уэстон (Pamela Weston), 6 августа 1961, Хантингтон-Бич, Калифорния — 19 марта 2018, Ориндж, Калифорния) — американская порноактриса, снимавшаяся в фильмах жанра MILF. Член Зала славы AVN.

## Биография
Родилась в Хантингтон-Бич, штат Калифорния, и выросла в семье католиков среднего класса. Карьера в индустрии для взрослых началась в возрасте 18 лет, когда Лотт попросила друга сделать несколько фотографий нижнего белья. Она отправила фотографии в журнал Hustler и впоследствии была выбрана для центрального разворота декабрьского издания 1981 года. После подписания контракта с модельным агентством она начала фотографироваться для эротических журналов и впоследствии сниматься в фильмах для взрослых.
После 1991 года Лотт прекращает съёмки в кино, чтобы вернуться в колледж и получить степень бакалавра наук здравоохранения.
Затем возвращается в индустрию для взрослых и снимается более чем в шести фильмах в период с 1997 по 1998 год. На данный момент снялась в приблизительно 300 фильмах. В январе 2005 года она снова вернулась в киноиндустрию для взрослых как «модель 40+», снимаясь в фильмах жанра MILF, а также появилась на обложке и страницах журналов Girls Over Forty и Forty Something. В январе 2006 года включена в Зал славы AVN и «Легенды эротики».

## Премии
- 2006 Зал славы AVN[4][3]
- 2006 Зал славы Legends of Erotica Awards[5]